# Hamdou Elhouni
Hamdou Mohamed Elhouni (em árabe: حمدو محمد الهوني, Trípoli - 2 de fevereiro de 1994) é um jogador de futebol profissional da Líbia que joga no clube tunisino Espérance Sportive de Tunis.

## Carreira
Jogou no Vitória Setúbal, clube da Primeira Liga, Santa Clara, Benfica, Chaves e Aves.

## Títulos
Aves
- Taça de Portugal: 2017–18

Espérance de Tunis
- Campeonato Tunisiano de Futebol: 2018-19
- Liga dos Campeões da CAF: 2018–19